# Macreupelmus
Macreupelmus is een geslacht van vliesvleugeligen uit de familie Eupelmidae. De wetenschappelijke naam van dit geslacht is voor het eerst geldig gepubliceerd in 1896 door William Harris Ashmead. De typesoort is Macreupelmus brasiliensis.

## Soorten
Het geslacht Macreupelmus omvat de volgende soorten:
- Macreupelmus baccharidis Kieffer, 1910
- Macreupelmus bekilyi Risbec, 1952
- Macreupelmus brasiliensis Ashmead, 1896
- Macreupelmus crassicornis (Cameron, 1884)
- Macreupelmus dromedarius (Cameron, 1884)
- Macreupelmus pulchriceps Cameron, 1905